# De Bijenkorf
De Bijenkorf (pronunciación en neerlandés: /də ˈbɛijə(ŋ)kɔr(ə)f/; literalmente, «la colmena») es una cadena de grandes almacenes de lujo de los Países Bajos, cuya tienda insignia está situada en la Plaza Dam de Ámsterdam. Actualmente es propiedad del Selfridges Group, que también posee la cadena británica Selfridges y las irlandesas Brown Thomas y Arnotts.
Ha sido miembro de la Asociación Internacional de Grandes Almacenes desde 1929 hasta 2012, y durante este periodo varios de sus directores ejecutivos han actuado como presidentes de esta asociación.

## Historia

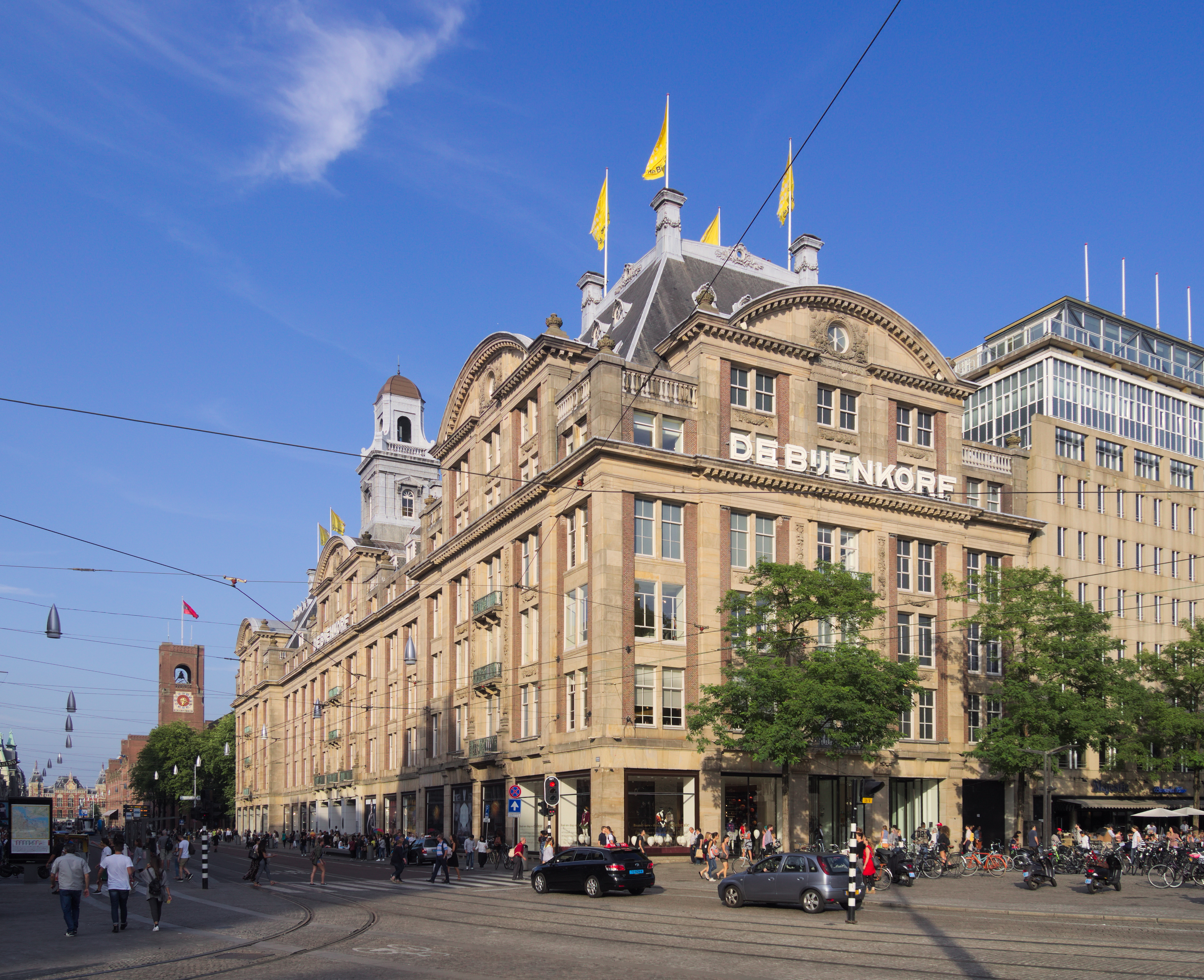
La tienda insignia de De Bijenkorf en la Plaza Dam de Ámsterdam.

De Bijenkorf fue fundada en 1870 por Simon Philip Goudsmit (1845-1889) como una pequeña mercería situada en el 132 de Nieuwendijk, una de las calles más antiguas de Ámsterdam. Inicialmente solo vendía hilo y cintas y contaba con cuatro trabajadores, pero gradualmente se ampliaron los productos que vendía. Tras la muerte de Goudsmit en 1889, su viuda amplió el negocio con la ayuda de un primo, Arthur Isaac, y de su hijo Alfred comprando edificios adyacentes.
En 1909, estas tiendas interconectadas fueron sustituidas por un nuevo edificio. Ese mismo año, se construyó un edificio temporal en la parcela del demolido edificio de la Bolsa de Valores diseñado por Jan David Zocher, y empezó la construcción de una nueva tienda a su lado.

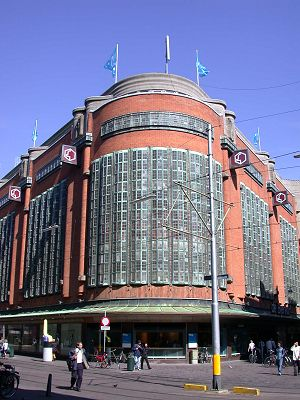
De Bijenkorf en La Haya.

En 1926, se construyó una segunda tienda en La Haya. Fue diseñada por el arquitecto Piet Kramer y constituye un ejemplo de la arquitectura de la Escuela de Ámsterdam. En 1930, abrió una tercera tienda en Rotterdam, diseñada por Willem Dudok. Unas 700 000 personas asistieron a la ceremonia de inauguración. Esta tienda fue dañada gravemente en el Bombardeo de Róterdam de 1940. La parte de la tienda que quedó intacta siguió funcionando hasta 1957, pero fue demolida en 1960 para construir el Metro de Róterdam. Entonces el arquitecto húngaro-estadounidense Marcel Breuer (1902–1981) diseñó una nueva tienda.
Durante la ocupación de Ámsterdam por los nazis, no querían que sus soldados compraran en De Bijenkorf debido a que era una «empresa judía». Durante la última parte del siglo xx, fue propiedad del Maxeda Group.
A fecha de 2014, De Bijenkorf tiene siete tiendas en el país. Las sucursales más antiguas y más grandes, situadas en Ámsterdam, La Haya y Rotterdam, tienen un espacio comercial que oscila entre los 15 000 y los 21 000 metros cuadrados. Hay tiendas más pequeñas (entre 7500 y 10 000 m² de espacio comercial) en Amstelveen, Eindhoven, Utrecht y Maastricht.
Las sucursales en Arnhem, Groninga, Enschede, Breda y Den Bosch cerraron a finales de 2014 o principios de 2015 debido a que el grupo matriz decidió centrarse en el mercado de gama alta y en el comercio electrónico, en línea con la nueva estrategia de servicio premium. El edificio de Arnhem fue ocupado por un Primark.